# Лев Ошанин
Лев Ива́нович Ошанин, роден на 17 май 1912 г. в Рибинск, починал на 30 декември 1996 г. в Москва, е руски поет и драматург, носител на Сталинската награда през 1950 г.

## Биография
Роден в благородническо семейство, Лев Ошанин е син на Иван Александрович Ошанин, адвокат, специализиран в частното право, и съпругата му Мария Николаевна, учителка по музика. Семейството има пет момчета и едно момиче. Баща му умира, когато Лев е на четири години. През 1917 г. семейството се премества в Ростов на Дон, където майка му управлява детска градина.
От 1922 г. Ошанини живеят в Москва. След като завършва гимназия, Лев работи като машинист в железарския завод, след това като екскурзовод в селскостопанския изложбен център, който по-късно става Всеруски изложбен център. Посещава литературна работилница, наречена „Закал“, където е публикувана първата му колекция от разкази „Етажи“. Приет в Руската асоциация на пролетарските писатели, той публикува стиховете си в „Комсомолская правда“, „Огоньок“ и „Молодая гвардия“.
По съвет на приятели той напуска Москва, тъй като наближава времето на големите чистки и започват да се носят слухове, че може би е притеснен заради благородния си произход. През 1932 – 1935 г. се оказва замесен в строителството на Хибиногорск и Хибиногорския завод за преработка на апатит. След това става директор на клуб на миньори, а след това кореспондент на вестник „Кировски работний“. След донос е уволнен и изключен от Комсомола. Връщайки се в столицата през 1936 г., започва курс в Литературния институт „Максим Горки“, но след женитбата си и раждането на деца прекъсва обучението си.
По време на Великата отечествена война той не е повикан поради лошото си зрение, дори не е бил кореспондент на военен вестник. Евакуиран е със съпругата и децата си в Казан, след това в Елабуга. Там, по препоръка на Борис Пастернак, се присъединява към Съюза на съветските писатели, чиято членска карта му позволява да докладва за фронта и да чете стиховете си на войниците. Така дейността му го отвежда на Западния фронт, Карелския фронт и Трети Беларуски фронт. По време на тези пътувания е написано едно от най-известните му стихотворения, „Пътищата“, по-късно композирано на музика от Анатолий Новиков. Авторът разказва, че песента се е родила във военната база на Западна Лица, където той и Марк Фрадкин изпълняват песента „В бялата простор“, когато изпълнението им е прекъснато от експлозия на мина, а в следващите дни половината от войниците са убити по време на танкови настъпления. През 1944 г. се присъединява към редиците на КПСС.
В следвоенния Съветски съюз той ръководи семинари за млади поети в Литературния институт „Горки“. Сред неговите ученици е Анатолий Приставкин.
През 1958 – 1990 г. е член на управителния съвет на Съюза на съветските писатели на СССР, а от 1976 г. – на Съюза на съветските писатели.
Лев Ошанин умира на 31 декември 1996 г. и е погребан на гробището във Ваганково.